# Pascal Dessaint
Pour les articles homonymes, voir Dessaint.
Œuvres principales
- Du bruit sous le silence
- Cruelles natures
- Mourir n'est peut-être pas la pire des choses

Pascal Dessaint est un écrivain français né le 10 juillet 1964 à Dunkerque.

## Biographie
Pascal Dessaint est issu d'une famille ouvrière de six enfants. 
Après un bac C (1983), Pascal Dessaint s’installe en 1984 à Toulouse où il obtient un DEA d'histoire contemporaine consacré à la révolution culturelle chinoise.
En 1992, il publie son premier livre, Les Paupières de Lou. 
En 1999, il publie Du bruit sous le silence, premier polar dont l'action se déroule dans le monde du rugby. 
Naturaliste amateur, ornithologue, marcheur et défenseur de la nature, il écrit à partir de Mourir n’est peut-être pas la pire des choses (2003) sur les rapports complexes et douloureux entre l’Homme et la Nature. Il évoque la catastrophe AZF de Toulouse dans Loin des humains (2005) et le scandale Metaleurop dans Les derniers jours d'un homme (2010).
Ses romans sont récompensés par de nombreux prix dont le prix Mystère de la critique qu'il a reçu deux fois (1997 et 2008), le grand prix de littérature policière (2000), le prix du roman noir français de Cognac (2006) et le prix Jean-Amila Meckert (2015).
Il est traduit en italien, en allemand, en espagnol et en arabe.
En 2017, il participe à la création de la maison d'éditions Le Petit Écart.
Pour le réalisateur Jacques Mitsch, il écrit les voix off de deux documentaires, L'esprit des plantes (2009) et Une histoire naturelle du rire (2011).

## Engagements
Pendant plusieurs années, Pascal Dessaint représente les auteurs au sein du Centre Régional des Lettres Midi-Pyrénées — défense de leurs droits, création de bourses. 
En 2008, il participe à la campagne de la liste d'union de la gauche qui conduit Pierre Cohen à la mairie de Toulouse. 
En 2015, il est candidat aux élections régionales en Midi-Pyrénées Languedoc-Roussillon sur la liste "Nouveau Monde en commun" conduite par Gérard Onesta. 
En 2016, il agit activement pour l'abrogation du décret du 30 décembre 2015 concernant la retraite complémentaire des artistes-auteurs RAAP/IRCEC.

## Œuvre

### Romans
- Les Paupières de Lou, Laporte, 1992 - Rivages/Noir no 493, 2004
- Une pieuvre dans la tête, Éditions L'Incertain, 1994 - réédition Rivages/Noir no 363, 2000
- La vie n'est pas une punition, Rivages/Noir no 224, 1995
- Les Pis rennais, Baleine, Le Poulpe no 14, 1996 - réédition Librio, 1999 - repris en bande-dessinée par Marc Pichelin et Guillaume Guerse, 6 pieds sous terre, 2000. Sous le titre L’ours des Tavernes, Cairn 2023
- Bouche d'ombre, Rivages/Noir no 255, 1996
- À trop courber l'échine, Rivages/Noir no 280, 1997
- Du bruit sous le silence, Rivages/Noir no 312, 1999
- On y va tout droit, Rivages/Noir no 382, 2001
- Mourir n'est peut-être pas la pire des choses, Rivages/Thriller 2003 - réédition Rivages/Noir no 540, 2005
- Loin des humains, Rivages/Thriller, 2005 - réédition Rivages/Noir no 639, 2007
- Cruelles natures, Rivages/Thriller, 2007 - réédition Rivages/Noir no 809, 2011
- Tu ne verras plus, Rivages/Thriller, 2008 - réédition Rivages/Noir n°908, 2013
- Les Derniers Jours d'un homme, Rivages, 2010 - réédition Rivages/Noir n°907, 2013
- Le Bal des frelons, Rivages, 2011 - réédition Rivages/Noir no 974, 2014
- Maintenant, le mal est fait, Rivages, 2013  (ISBN 978-2-7436-2488-0)  - réédition Rivages poche n°1012, 2022
- Le chemin s’arrêtera là, Rivages, 2015  (ISBN 978-2-7436-2971-7) - réédition Rivages/Noir no 1010, 2016[6]
- Un homme doit mourir, Rivages, 2017 - réédition Rivages/Noir n°1066[7], 2018
- L'Horizon qui nous manque, Rivages, 2019 - réédition Rivages/Noir n°1099, 2021
- Un colosse, Rivages, 2021 - réédition Rivages poche n°1011, 2022
- Vaucelles 1917, Page à Page, 2022
- 1886 L’affaire Jules Watrin, Rivages, 2023 - réédition Rivages poche n°1129, 2025
- L'Envers de la girafe, Rivages, 2025

### Recueils de nouvelles
- De quoi tenir dix jours, L'Incertain, 1993 - réédition Librio, 2000
- Ça y est, j'ai craqué, La Loupiote, 1997 - réédition Seuil, Points Virgule no 20, 2001
- Les hommes sont courageux, Rivages/Noir no 597, 2006
- En attendant Bukowski, SCUP-La Déviation, 2018
- Jusqu'ici tout va mal, La Déviation, 2022
- Le Malheur prend son temps, La Déviation, 2024

### Récits
- Journal de Grèce, Baleine, Tourisme et Polar, 1998
- Un drap sur le Kilimandjaro : chroniques vertes et vagabondes, Rivages, 2005
- L'Appel de l'huître : Chroniques vertes et vagabondes, Rivages, 2009
- Quelques pas de solitude, La Contre Allée, 2014
- La Trace du héron, Le Petit Écart, 2017
- Vers la beauté, toujours ! La Salamandre 2020[8]
- Une femme sauvage, La Salamandre 2024

### Poésie
- Oiseaux et autres instants, Le Petit Écart, 2024

### Beaux-livres
- Les Voies perdues, avec des photographies de Philippe Matsas, Après la lune, 2011
- Et bientôt l'obscurité, avec des photographies de Guillaume Zuili, Contrejour, 2023

### Hors commerce
- Quelques pas de solitude, Librairie Ombres Blanches 2012
- Les Joies de la famille, Tisséo Noir 2014
- Le Ciel qui tombe, éditions Pneumatiques 2024

### Nouvelles parues en collectifs
- L'Aiguille dans le rouge, dans Catch My Soul, L’Incertain 1994
- Je n’aimerais pas que tu m’oublies trop vite, dans Au bout du quai, Canaille 1996
- Un lit pour la mort, dans Villefranche, ville noire, Zulma 1997
- Les mains parlent parfois plus que les lèvres, dans Écrire ma ville, Le Manège 1997
- Je ne vais jamais très loin, dans Les visiteurs du Noir, La Loupiote 1998
- Joyeux Noël, Noël !, dans Contes noirs de fin de siècle, Fleuve noir 1999
- Ça tient sur les mains, dans Noir comme Eros, La Bartavelle noire 2000
- Mamie bêcheuse, dans Les 7 familles du polar, Libération et Baleine 2000
- Babette, me voilà !, dans Toulouse, du rose au noir, Autrement 2000
- À tout prendre, dans La Grande Mêlée, livre-objet en hommage à Pierre Molinier, In extremis 2001
- La Vie sauvage, dans Garonne en pays toulousain, La part des Anges 2000, et dans Histoires à coucher dehors, Julliard 2003
- En attendant Bukowski…, dans D’ici à nulle part, Eden 2004.

### Nouvelles parues dans la presse et en revues
- Un joli coup d’éclat, L'Encrier renversé 1989
- Un mauvais souvenir, Nouvelles Nuits, Clô 1992
- Fante ou une manière pour décliner la vie, Moule à Gaufres, Méréal 1992
- Carnet de route, dessins de Eric Alibert, Moule à Gaufres, Méréal 1993
- Les truites ne nous ont rien fait, Moule à Gaufres, Méréal 1993
- Je ne pense pas qu’on puisse se comprendre, L’Encrier Renversé 1994
- Ça y est, j’ai craqué, Newlook 1994
- Les Numéros gagnants, Polar, Rivages 1994
- D’ombre à ombre, Nouvelles Nuits, Clô 1994
- Les Dernières Minutes, Libération, 21/11/1994
- Le Saut de la roussette, Nouvelles Nuits, Clô 1996
- Tu oublieras tout ça après ta mort, Ogoun ! 1996
- À l’art et au porc, Librairie internationale Kléber et Baleine 1996
- Le Bord d’une confession, Nouvelle Donne 1996
- Le Blase de Cyrano, Sud Ouest, 6/12/1996
- Tu restes là avec ton chagrin, Le Figaro, 13/08/1998
- Le lundi est un jour terrible pour l’hôtellerie, Gulliver, Librio 1998
- J"aurai tout sacrifié pour elle, L'Express, 20/07/2000
- Les Bricoleurs, Brèves 2003
- Et pour les pucerons sur les rosiers, on attend les coccinelles ?, La Voix du Luxembourg, 13/06/2003
- Si même les libellules nous abandonnent…, Libération Spécial Climat des écrivains, 26/11/2015
- Un dernier fil, dans revue Pourtant n°6, juin 2023

### Préfaces
- La Santé par les plantes, roman, Francis Mizio, La Loupiote1997
- Toulouse, la nature au coin de ma rue, Mairie de Toulouse 2012
- Ainsi fut-il, roman, Hervé Sard, L’Atelier Moséu 2013
- Le Sang des morts, Gilles Vidal, Éditions Asgard 2014
- Quand vient le carnaval, Éditions Light Motiv 2018

## Prix et nomination

### Prix
- Prix Mystère de la critique 1997 pour Bouche d’ombre et 2008 pour Cruelles Natures[9]
- Grand prix de littérature policière 2000 pour Du bruit sous le silence[10]
- Trophée 813 du meilleur roman francophone 2003 pour Mourir n'est peut-être pas la pire des choses[11]

- Prix du roman noir français de Cognac 2006 pour Loin des humains
- Prix des Lettres de l'Académie d'Occitanie 2013

- Prix du polar Lire en poche 2015 pour Le Bal des frelons
- Prix Jean Amila-Meckert 2015 pour Le chemin s’arrêtera là[12]
- Prix Sang d'encre 2015 pour Le chemin s’arrêtera là[13]

### Nominations
- Trophée 813 2023 de la nouvelle pour Jusqu’ici tout va mal[14]
- Prix Nicolas Bouvier 2025 pour Une femme sauvage[15]